# Marcin Kasprzak
Marcin Kasprzak   (Czołowo, 2 de novembre de 1860 - Varsòvia, 8 de setembre de 1905) fou un activista polític polonès, membre del Partit Socialdemòcrata d'Alemanya, del Primer Proletariat, del Partit Socialista Polonès a Prússia, i Socialdemocràcia del Regne de Polònia i Lituània, així com un dels fundadors del partit Segon Proletariat.

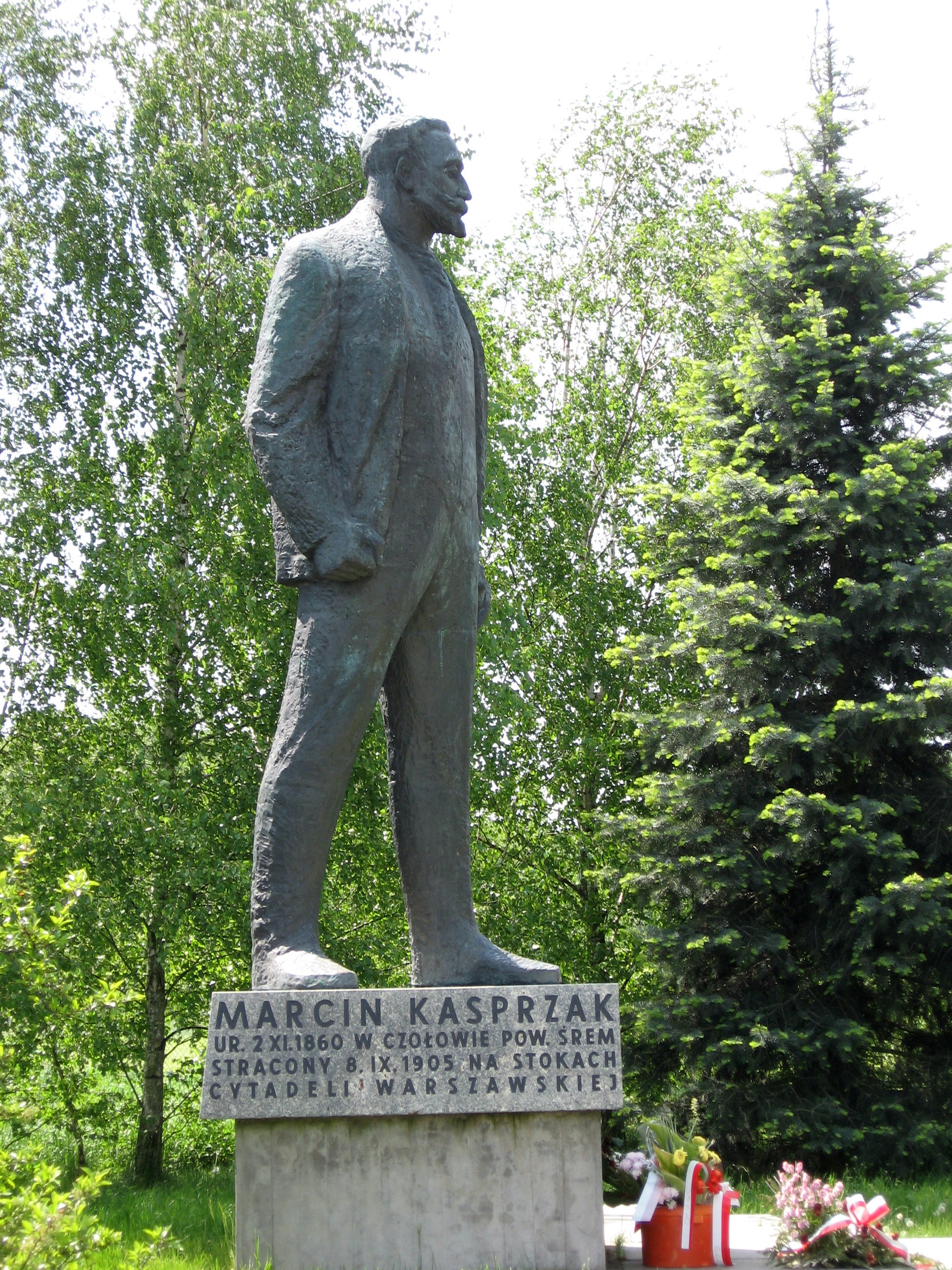
Estàtua de Kasprzak al seu poble natal

Kasprzak nasqué com a fill d'un treballador, el 2 de novembre de 1860, al poble de Czołowo de l'antic comtat de Sremski. L'any 1885 es traslladà a Berlín i s'uní al Partit Socialdemòcrata Alemany. Aviat tornà a la seva terra natal, on s'uní al Partit Social Revolucionari Internacional "Proletariat" (normalment conegut pel nom de Primer Proletariat o partit Gran Proletariat).
Kasprzak fou detingut aquell mateix any, però escapà de la presó el 1887 i fugí a Suïssa, per a continuació, arribar il·legalment a Varsòvia el mateix any. Després de la destrucció del Primer Proletariat el 1888, es convertí en un dels fundadors i líders del Partit Social Revolucionari "Proletariat" (generalment conegut com a Segon Proletariat o partit Petit Proletariat). D'acord amb algunes fonts, l'any 1889 ajudà a treure de contraban a Rosa Luxemburg de Polònia perquè es traslladés a Suïssa, dos anys després que es coneguessin.
L'any 1891, Kasprzak s'exilià a Londres. L'any 1893, fou detingut en tractar de travessar la frontera de l'Imperi Rus. Alliberat de presó el 1896, es va unir al Partit Socialista Polonès a Prússia.
L'any 1904, tornà al Tsarat de Polònia controlat per Rússia i s'uní a Socialdemocràcia del Regne de Polònia i Lituània. El 27 d'abril de 1904, durant la incursió de la policia en una impremta clandestina a Varsòvia, participà en la resistència armada en què moriren quatre policies i diversos altres resultaren ferits.
Kasprzak fou executat el 8 de setembre de 1905 a la Ciutadella de Varsòvia.